# Jack Bauer
Jack Bauer es un personaje de ficción y el protagonista de la serie de televisión 24. Es interpretado por el actor británico Kiefer Sutherland, que ganó un premio Emmy, un Globo de Oro y dos Premios SAG por su papel en la serie.
Jack es un agente federal, nacido el 18 de febrero de 1966, trabaja para la agencia de la UAT o CTU (Counter Terrorist Unit o Unidad Antiterrorista), que debe lidiar contra amenazas a la seguridad nacional de los Estados Unidos.
Jack Bauer se graduó con una licenciatura en literatura inglesa de UCLA, y un máster en criminología y leyes en Berkeley. Después de acabar la universidad, trabajó como miembro del SWAT del departamento de policía de Los Ángeles y, después, en la Delta Force, una unidad de élite del ejército de Estados Unidos especializada en operaciones antiterroristas. Al parecer, Bauer también hizo el trabajo en el terreno para la CIA antes de ser aceptado en la UAT.
Jack puede ser considerado despiadado por su forma de actuar en cada temporada, pero al parecer es su trabajo lo que lo ha hecho así. No teme hacer lo que sea necesario para lograr los objetivos que le han sido asignados, lo que lo hace en cierta forma «un hombre con una misión». Dado su alto nivel de entrenamiento y la experiencia en las amenazas que ha enfrentado, podría ser considerado fácilmente uno de los más peligrosos seres humanos con vida. En algunos episodios puede verse a Jack involucrándose en circunstancias donde la vida de personas inocentes esta en juego, un ejemplo es en el día 5 (o temporada 5) salvando a una niña que padecía los efectos del gas nervioso Sentox-BX que fue liberado en un centro comercial, o en el día 6 cuando Jack acude a rescatar a un piloto de un helicóptero el cual se desplomó tras la detonación de una bomba nuclear en Valencia.
Aun cuando la serie retrata a Jack como un hombre violento y que hará lo necesario por lograr su misión, no lo hace menos humano: en varias ocasiones, desde la muerte de su esposa Teri Bauer, Jack ha pasado por momentos de alta carga emocional de los cuales tiene que recuperarse, incluso cayendo en el llanto. La tremenda carga emocional y el ambiente de su trabajo también han dañado su capacidad de mantener una relación sentimental y romántica con otra persona.
TV Guide colocó a Bauer en el Nº 49 en su listado de "TV's Top 50 Heroes", mientras que Sky 1 le ubicó en el Nº 1 en su lista de 
"TV's toughest men". Entertainment Weekly le nombró uno de los The 20 All Time Coolest Heroes in Pop Culture.  En 2010, Entertainment Weekly le colocó entre los 100 Greatest Characters of the Last 20 Years.

## Jack Bauer en24

### Resumen
Bauer llevó a cabo la protección del presidente (entonces senador) David Palmer. Durante ese día enfrentó a un genocida internacional que se creía muerto, Viktor Drazen. Cuando Teri es asesinada en la UAT, Jack pide la baja como agente.
Dieciocho meses más adelante, Bauer fue llamado de nuevo al deber por el presidente Palmer para ayudar a encontrar una bomba nuclear en Los Ángeles. Vuelve a trabajar siempre y cuando ubiquen a su hija y la saquen de Los Ángeles después de ubicar la bomba.
Posteriormente, Jack se infiltra en un grupo de narcotraficantes mexicanos que pueden estar comprando un arma biológica y, tras finalizar su cubierta, se encuentra con el exagente de MI6 Stephen Saunders que contamina un Hotel de Los Ángeles. Jack logra atrapar a Saunders. Sin embargo el precio fue caro: Jack es expulsado de la UAT por su autoinfligida adicción a la droga, y desde entonces trabaja para el Secretario de Defensa James Heller.
En la cuarta temporada, Jack empieza un romance con la hija de éste. Tras una operación de extracción en el consulado chino, Jack debe ser dado por muerto. Viviría escondido bajo el nombre de Frank Flynn hasta que el asesinato de Palmer lo traiga de vuelta a la acción.

### Temporada 1
Jack Bauer empieza su día con una discusión con su hija, Kim, quien escapa de casa. Mientras la esposa de Jack, Teri, sale a buscarla, Jack es llamado a la UAT para lidiar con un posible intento de asesinato contra el senador y candidato a presidente David Palmer.
En las primeras horas, Jack asiste al asesinato de uno de sus jefes, quien intentaba entregarle algunas pistas. Estas pistas indican que hay un espía en la UAT, pero la información no logró prevenir que el villano, Ira Gaines, tomara control de la esposa e hija de Jack, y amenazara con matarlas si Jack no iba en persona a asesinar a Palmer.
Jack logra crear una distracción que previene el asesinato de Palmer, y logra escapar para detener a Gaines y rescatar a su esposa e hija, pero al volver a la UAT es detenido e investigado por el director de División, Ryan Chappelle. Sólo la ayuda de Palmer, quien mueve influencias en el Pentágono para acceder a Jack, permite que éste siga avanzando, al descubrir que tanto Jack como Palmer están en la lista negra de alguien debido a un incidente dos años atrás, la «Operación Nightfall».
La esposa e hija de Jack caen nuevamente en posesión de los villanos Hermanos Drazen, y Jack debe enfrentarlos para descubrir la verdad tras la lista negra al final del día. Viktor Drazen, el padre de los hermanos, a quien se creía muerto desde Operación Nightfall, estaba vivo y preso y era la intención de los hermanos rescatarlo. Jack logra eliminar al grupo familiar, pero antes de eso, el espía dentro de la UAT, Nina Myers, asesina a Teri cuando ella descubre la ruta de escape.

### Temporada 2
Jack vuelve a la UAT a petición de David Palmer, quien requiere a todos los agentes posibles para manejar una posible introducción de arma nuclear a territorio estadounidense. Jack se ve forzado a tomar una identidad falsa en conjunto con un grupo antifederalista, y asistir a la detonación de una bomba en la UAT que desploma el edificio. Jack elimina al cabecilla de los antifederalistas, quien le revela que tras el atentado a la UAT está Nina Myers.
Jack confronta a Nina, quien accede a revelar a un contacto quien tiene la ubicación de la bomba. Sin embargo, el transporte de Jack y Nina es atacado por un comando paramilitar, «Serpiente de Coral», viejos conocidos de Jack. Ambos logran sobrevivir y, tras un altercado en que Nina secuestra a Jack, este logra tomar control de la situación y obtiene la información que el terrorista Syed Alí maneja la ubicación y lanzamiento de la bomba nuclear.
Jack rescata a Kate Warner de los secuaces de Alí (de la cual posteriormente se enamoraría, según la química surgida entre ellos en tal temporada y por lo mostrado en la tercera temporada) y le pide ayuda, ya que ella le ha visto. Tras unas horas de persecución Jack logra detener a Syed Alí, pero la bomba nuclear no puede ser detenida. Jack nuevamente asiste a la muerte de uno de sus superiores, George Mason, quien se sacrifica a sí mismo para detonar la bomba nuclear muy lejos en el desierto de Mojave.
Al volver Jack a la UAT observa que Syed Alí es asesinado al tratar de revelarle pruebas que indican que la bomba no es obra de un grupo terrorista. Jack debe trabajar solo para buscar las pruebas que inculpan a un magnate del petróleo, Peter Kingsley. Posteriormente Ryan Chappelle aparece en la UAT para quitar el apoyo a Jack, pero Tony y Michelle se las arreglan para ofrecerle algunas opciones. Finalmente, Jack utiliza a la exesposa del Presidente, Sherry, para sacarle una confesión a Kingsley que evita que tres países de Medio Oriente sean bombardeados. Al final del día, David Palmer está entre la multitud y es atacado con un arma extraña.

### Entre las temporadas 2 y 3
Un tiempo después, a Jack se le es encargada una misión para arrestar a Ramón Salazar, pero para ello debe unirse al tráfico de drogas y eso significa hacerse consumidor. Esto conlleva a que Kate lo deje. En ese periodo organizó un plan con Tony Almeida y Gael Ortega para encontrar el virus Cordelia.

### Temporada 3
Tres años después, Jack recibe noticias que alguien amenaza con liberar un virus muy poderoso si no es liberado el capo de la droga Ramón Salazar, a quien Jack había apresado un año antes. A fin de lidiar con la amenaza, Jack se ofrece para sacar a Ramón del país haciendo parecer un escape y manteniendo la integridad de la política antiterrorista de los Estados Unidos.
Una vez en territorio mexicano, todo se revela como un plan de Jack para capturar, durante la compra, el peligroso virus que está en poder del negociante de armas Michael Amador. Sin embargo Ramón y su hermano se revelan contra Jack cuando aparece Nina Myers como la competencia en la compra del virus. Aunque Nina se hace con el virus, Jack se hace de ella y por este medio trata de emboscar a Amador. Amador logra escapar con el virus y vuelve a Los Ángeles, donde su jefe lo reta por haber tratado de superar a Jack.
Al volver Jack a Los Ángeles se da cuenta de que el terrorista es un viejo colaborador suyo, Stephen Saunders, y que tiene de rehén al gobierno estadounidense usando el virus como amenaza. El Presidente Palmer se ve obligado a cumplir con una serie de demandas, las que resultan en un ataque a la oficina doméstica del MI6 en Los Ángeles y en Jack nuevamente atestiguando la muerte de uno de sus superiores, Ryan Chappelle, esta vez de su propia mano, ya que Chappelle casi había logrado rastrear las cuentas bancarias de Saunders. Sin embargo la pista de Chappelle conduce a Chloe O'Brian, analista de la UAT, a la hija de Stephen, Jane.
La UAT es forzada a colocar un doble de Jane, quien resulta ser Kim; sin embargo Stephen se da cuenta y activa un segundo topo, Tony Almeida, al secuestrar a su esposa Michelle. Saunders casi logra escapar, sin embargo es capturado durante el intercambio de rehenes entre Michelle y Jane. Stephen revela que aún quedan 11 frascos del virus los cuales, por petición de Jane, son retirados, menos uno que queda en manos del agente libre Rubens, quien se dirige a una escuela para liberar el virus. Jack y su compañero Chase Edmunds logran detenerlo. Posteriormente, Jack llora en el coche, abrumado por los sucesos del día.

### Entre las temporadas 3 y 4
En algún momento entre las temporadas 3 y 4, Jack asiste a la audiencia de formalización por alta traición en contra de Tony. Jack expresa que él tuvo que pasar en una situación similar. Gracias a su testimonio y a uno de los últimos actos ejecutivos de David Palmer, Tony es liberado de prisión e indultado tras un año de encarcelamiento.
De vuelta a la UAT, la nueva directora, Erin Driscoll, despide a Jack por su adicción a la heroína adquirida en la línea del deber, probablemente continuando los deseos de División (Brad Hammond) de hacerse con el control de la Unidad de Los Ángeles. Sin embargo, con sus credenciales e historial, no faltaría quien quisiera a Jack Bauer a su lado, y finalmente éste se asienta como consejero y asistente personal del Secretario de Defensa, James Heller.
Seis meses antes de la cuarta temporada, Jack inicia una relación amorosa a escondidas con la recién separada hija del Secretario, Audrey Raines.

### Temporada 4
Un año después de los eventos del día 3, Jack trabaja ahora para el Secretario de Defensa, James Heller. Heller es secuestrado junto con su hija, haciendo así que Jack tenga que volver otra vez a la UAT para encontrarlos y rescatarlos de sus captores. Siguiendo la pista de unas células árabes, Jack logra rastrear la posición de los terroristas, quienes preparan el juicio y posterior ejecución del secretario Heller. Jack logra rescatar a Heller, reencontrándose así con la hija de Heller, Audrey, con la que mantiene una relación sentimental.
La UAT se entera de que un dispositivo de control remoto ha sido robado por los terroristas, quienes usaban la ejecución de Heller como una distracción. Ahora que tienen el poder de controlar todas las centrales nucleares del país, Jack y la UAT deben detenerlos. Con ayuda de Chloe O'Brian, el agente de campo Curtis Manning y, más tarde, Tony Almeida, Jack logra obtener la ubicación del dispositivo quien está bajo el control de una mente maestra, Habib Marwan. Marwan logra escapar, sin el dispositivo, y la amenaza nuclear es extinguida sólo con algunas víctimas.
Sin embargo todo era parte de otro plan de Marwan que activa una última célula terrorista, con la misión de atacar al Air Force One. Jack debe recuperar del AFO las claves de armamento nuclear, pero no logra hacerlo antes que un misil sea activado, por lo que se ve obligado a entrar ilegalmente al Consulado Chino para rescatar a un colaborador de Marwan. Durante esta operación, el cónsul cae muerto y los chinos requieren que Jack sea entregado a fin de evitar un incidente diplomático. Tras detener a Marwan, Jack regresa a la UAT donde recibe el aviso de Palmer que los agentes del Servicio Secreto que van a recogerlo tienen órdenes de asesinarlo para evitar que su información de inteligencia caiga en manos de los chinos.
Jack finge su propia muerte con la colaboración de Tony, Michelle y Chloe logrando así escapar. Para todos los efectos, dice Palmer, «Jack Bauer está muerto».

### Temporada 5
Año y medio después de los eventos del Día 4, Jack ha estado viviendo en Mojave bajo la falsa identidad de Frank Flynn, en la compañía de Diane Huxley y su hijo Derek, pero cuando repentinamente el expresidente David Palmer es asesinado y Chloe O'Brian llama a Jack pidiéndole ayuda para evadir a los asesinos que ya eliminaron a Michelle y probablemente a Tony, Jack debe volver a Los Ángeles acompañado por Derek. Allá se encuentra con el asesino de Palmer y lo elimina.
Las agencias de inteligencia tienen pruebas que fue Jack quien eliminó a Palmer, y esta situación lo pone en un peligro inminente ya que necesita acceder a la escena del crimen. Con la ayuda de Chloe y de Wayne, el hermano de Palmer, logra descifrar una pista que lo lleva al Aeropuerto Ontario, donde se desarrolla una toma de rehenes por parte de un grupo terrorista conformado por separatistas rusos. Jack, aun cuando es capturado, logra coordinar las acciones con Curtis y la UAT para detener el asesinato de los rehenes, pero uno de éstos, quien estaba asociado con los terroristas, escapa.
Cuando Jack vuelve a la UAT, una serie de eventos lo lleva a discernir que fue Walt Cummings, el mismo hombre que dio la orden de eliminarlo, quien ordenó el asesinato de Palmer. Jack logra confrontar a Walt, quien revela que estaba apoyando la salida de gas nervioso hacia Asia Central, pero los hombres que controlan el gas nervioso deciden liberarlo bajo suelo estadounidense. El líder terrorista, Vladimir Bierko, trata de seguir su plan original de llevar el gas nervioso a Rusia y usarlo en actos terroristas, pero las acciones de Jack lo fuerzan a cambiar sus planes y liberar el gas en suelo estadounidense.
Jack logra encontrar el enlace que vendió el gas nervioso, su anterior mentor en la UAT, Christopher Henderson. Tras lograr escapar de una trampa puesta por él, Jack logra capturarlo, pero al llevarlo a la UAT ésta es atacada por Bierko eliminando a gran parte del personal. Henderson logra escapar matando a Tony.
Jack decide tratar de seguir una pista en los sistemas de Henderson que lo lleva a traicionar a un agente germano, Theo Stoller, a cambio de la ubicación de su contacto, quien revela que Audrey es un topo en el Departamento de Defensa. Jack no lo cree, pero no logra evitar que Audrey sea torturada, hasta que encuentra pruebas que el contacto de Henderson ha ocultado información a la UAT. Con Audrey a salvo, Jack parte a una planta distribuidora de gas para evitar el último ataque de Bierko que pudo haber cobrado 200.000 víctimas fatales. Bierko es capturado, pero Jack siente que hay algo extraño tras el comportamiento de Henderson por lo que pasa a modo furtivo, contactándose con Wayne Palmer y ayudándole en un intercambio con Henderson. Como resultado de este intercambio Jack y Wayne encuentran una grabación, en la que Logan y Henderson son revelados como compañeros en el complot terrorista y el asesinato de Palmer.
Con ayuda del Secretario de Defensa Heller, y de Bill Buchanan en la UAT, Jack logra hacerse de la prueba, pero ésta es destruida y Jack se ve obligado a confiar en Henderson para localizar a Bierko, quien escapa de División y planea un nuevo ataque. Jack logra eliminar a Bierko y Henderson, para con posterioridad recurrir a Mike Novick y Aaron Pierce, quienes logran infiltrar a Jack dentro del Malina Uno. Jack secuestra a Logan para sacarle una confesión, pero no lo logra. Antes de ser arrestado, Jack implanta un transmisor en la lapicera de Logan, lo que conduciría al arresto de este por parte del Procurador General cuando Logan amenaza a Martha ante los reproches de ella por la muerte de Palmer.
Jack ha logrado salvar el día y tiene un momento romántico con Audrey, cuando le comunican que tiene una llamada de Kim. Apenas Jack contesta el teléfono, es atacado y secuestrado por unos hombres que lo llevan a bordo de un barco y le generan una golpiza de grandes proporciones. Ahí lo espera el Servicio de Seguridad del Consulado Chino y el jefe de seguridad Cheng, quien se alegra de tener a Jack de vuelta. Jack ruega que lo eliminen, pero los chinos saben que él es demasiado valioso. La temporada termina con la cámara alejándose del carguero chino que transporta a Jack.

### Entre las temporadas 5 y 6
Durante 20 meses aproximadamente, Jack es prisionero del gobierno chino, personificado por su captor Cheng Zhi. Cheng somete a Jack a varias torturas, una de ellas, con un juego psicológico incluido, con el objetivo de forzarlo a confirmar la identidad de un agente chino, de apellido Hong, de quien se sospechaba era un colaborador con Occidente. Estos eventos pueden observarse en la precuela oficial de la sexta temporada.
En la protosecuela se puede ver parte de lo que le ocurre a Jack Bauer en China. Se sitúa con el agente americano siendo torturado para descubrir al contacto chino que quiere traerle de nuevo a Estados Unidos. Pero inesperadamente aparecen dos agentes americanos que le sacan y le meten en un 4x4. Tras un tiroteo con los guardas chinos llegan a una caseta donde está el contacto de Jack. Pero no le saca de allí, sino que aparecen decenas de agentes chinos. Cheng Zhi mata a Hong y da las gracias a los falsos agentes por ayudar a descubrirle, ya que las torturas a Bauer no sirvieron para darle caza.
En algún momento hasta unas dos semanas antes del inicio de la sexta temporada, el presidente de los Estados Unidos Wayne Palmer logra acordar con los chinos la liberación de Jack, y este es transportado por Cheng a Los Ángeles.

### Temporada 6
Al inicio de la sexta temporada, Bill Buchanan recibe a Jack que viene directo desde China. Cheng Zhi lo libera y admite que Jack «nunca habló», un claro testamento a su resistencia.
Bill, con ayuda de Curtis, transportan a Jack a una localización secreta donde va a ser entregado a Abu Fayed, un supuesto colaborador terrorista que quiere la vida de Jack (quien mató con tortura al hermano de Fayed en El Líbano) a cambio de la ubicación de Hamri Al-Assad, de quien Estados Unidos sospecha es la cabeza de una serie de atentados terroristas que han asolado suelo estadounidense durante las últimas semanas. Jack dice que morir será un alivio, entre otras cosas, porque es su decisión «morir por algo, no por nada».
Sin embargo, Fayed le revela a Jack que él mismo es el instigador de los ataques, y que Al-Assad arribó al país para detnerlo, y le dice a Jack que «morirás por nada». Jack finge (nuevamente) su propia muerte para atacar, con una mordida en el cuello, al secuaz de Fayed que debía vigilarlo. Luego escapa del complejo de Fayed para ir a buscar a Al-Assad y salvarlo del ataque de helicópteros de Estados Unidos. Posterior a esto, Jack y Al-Assad logran llegar a un acuerdo, para tratar de encontrar a Fayed y sus hombres, puesto que lo que quiere Al-Assad es detener el terrorismo sin sentido.
Jack logra detener a un enviado de Fayed en un atentado suicida en el Metro de Los Ángeles. Con esto, la UAT logra confirmación que Al-Assad y Jack trabajan juntos. Luego Jack finge un accidente automovilístico para que Al-Assad se acerque al guía del hombre-bomba, que regresaba con Fayed. Finalmente Jack recibe apoyo de la UAT y es reinstaurado como Agente por el presidente Wayne Palmer. Jack trataría de hacerse del control de un colaborador terrorista quien prefiere suicidarse, y mientras esperaba en ese lugar obtener información de la ubicación de Fayed, tiene que mantener a raya a Curtis quien no siente ningún agrado por Al-Assad. Cuando Chloe le confirma a Jack que ambos tienen historia personal previa, Jack tiene que tratar de interferir..Curtis toma a Al-Assad como prisionero para ejecutarlo, y, Jack, sabiendo que sólo Al-Assad puede acercar a la UAT a los hombres de Fayed, mata a Curtis con un certero disparo al cuello.
Jack, desesperado por lo que ha tenido que hacer, llama al Presidente Palmer para presentarle su renuncia, a lo que Wayne le responde que nuevamente el país le debe mucho a Jack. Sólo unos minutos después de la conversación, cuando Jack iba a ser recogido y transferido a la UAT, una luz muy fuerte acompañado de un sonido estremecedor le llama la atención, y tras reincosporarse ve, en lágrimas, cómo una nube nuclear se levanta sobre uno de los suburbios de Los Ángeles. Al percatarse de la explosión nuclear, Jack decide reincorporarse a la UAT en busca de «cuatro visitantes» (cuatro bombas nucleares). Al-Assad les informa que el posible contacto por el que Fayed consiguió artefactos nucleares es un exgeneral ruso, Gredenko. No tardan mucho tiempo en investigar a Gredenko, y se dan cuenta de que estuvo en contacto con el padre de Jack, Philip Bauer. Jack decide interrogar a su padre por su cuenta, pero no puede encontrarlo, por lo que llama a su hermano, Graem. Graem despista a Jack, pero Jack aparece de sorpresa en su casa.
Entre otros hechos, Jack es informado de la muerte de Audrey Raines, quien pasó un año en China utilizando sus influencias para encontrarlo. Según el informe oficial, Audrey murió en un accidente de automóvil, y las fotografías y pericias así lo confirman. Jack exige a Chloe y Bill porqué nadie le informó antes de lo sucedido. Bauer logra recuperar los maletines nucleares y asesina a Fayed. Todo parece haber llegado a su fin, cuando Jack recibe una llamada en su celular. Quien está del otro lado, no es más ni menos que la mismísima Audrey. Cheng, (el jefe de seguridad del consulado Chino, quien mantuvo a Jack durante 18 meses en China), le exige a Jack un dispositivo de los maletines nucleares recuperados a cambio de la vida de Raines.
Jack planea suicidarse implantando C4 en el lugar del intercambio, matando también a Cheng, pero los planes no salen según su idea y los chinos toman poder del dispositivo, el cual les da acceso a los sistemas de defensa de Rusia. Audrey se encuentra en un estado de estrés postraumático debido a las torturas sufridas y solo puede repetir una frase: «Ayúdame, Jack. No dejes que me hagan esto».
Finalmente, el complot entre Phillip Bauer y Cheng es descubierto y, con muchas escenas mediante, el dispositivo es recuperado y Phillip muere, mientras que Cheng es llevado a la UAT para ser procesado. Jack ingresa a la casa de James Heller y, apuntando al exsecretario de Defensa, exige ver a Audrey, no sin antes exigirle respuestas a Heller, amenazándolo a punta de pistola. Jack se despide de Audrey aunque ella se encuentra dormida, con un «te amo con todo mi corazón, y siempre lo haré», y con un rostro que denota demasiada tristeza, deja la casa de Heller y la temporada termina con Jack en el patio de la residencia, el arma en la mano y al borde del precipicio, mirando al mar. 

### Postemporada 6
Dos días después de los acontecimientos que ocurrieron en el Día 6, Jack Bauer se encontraba en la habitación de un hotel viendo por televisión que, pese a que la amenaza había sido superada, los efectos habían sido devastadores. De pronto, Jack Bauer recibe la visita de dos agentes de División quienes le escoltan para ser interrogado, ya que Cheng Zhi ha declarado que durante el cautiverio del agente Bauer en China, este reveló la identidad de un operativo en China que fue asesinado. Jack Bauer niega las acusaciones y advierte a los agentes que sus compromisos con el gobierno quedan anulados. (24: Debriefing)

### Temporada 7
En la séptima temporada de 24, Jack Bauer es interrogado por la muerte y tortura de prisioneros ocurridos en el pasado, mientras que la UAT fue desarticulada por el gobierno estadounidense.
Durante la audiencia ante el Senado, dos agentes del FBI aparecen para solicitar la custodia temporal de Bauer por un asunto de seguridad nacional. Una vez en las instalaciones del FBI, se le informa que un grupo de terroristas tienen en su poder un dispositivo electrónico con el cual vulneran el cortafuegos (Firewall) y tienen controlado todos los sistemas de comunicación de los Estados Unidos. También se le informa que Tony Almeida continúa con vida y es el responsable de los ataques.

### Temporada 8
Comienza un nuevo día en la ciudad de Nueva York. Se está preparando la firma de un tratado de paz entre Estados Unidos y una república islámica que traerá la paz a Medio Oriente después de muchos años. Jack Bauer, que se prepara para iniciar una nueva vida fuera de la UAT y de cualquier agencia gubernamental, recibe la visita de un antiguo confidente llamado Víctor Aruz, quien le avisa de un plan para atentar contra el presidente de la República Islámica. Bauer se pondrá en contacto con la UAT y un nuevo día comenzará. Jack Bauer se dirige con Víctor Aruz hacia la UAT, mientras son perseguidos por unos sospechosos armados comandados por un asesino ruso llamado Davros y logran dar caza a Bauer y Aruz, Jack elimina a los dos sospechosos pero, cuando se dirige a la azotea donde les espera el helicóptero de la UAT, son atacados por Davros y el helicóptero es destruido matando a Víctor Aruz y a un par de agentes de la UAT.
Después, en la UAT es convencido por su hija Kim para que ayude a la agencia antiterrorista a parar la amenaza y que el viaje a Los Ángeles puede esperar, Jack, que no quería verse involucrado, al final acepta quedarse. Más tarde sigue la pista del verdadero asesino (habían capturado al sospechoso equivocado previamente)hasta una casa en Queens, donde encuentra a un joven policía y a su mujer que habían sido asesinados por Davros para que este pudiera suplantar al agente en el grupo de seguridad del presidente Hassan. Un par de agentes de policía encuentran a Jack husmeando en la escena del crimen y estos, tomándole por el asesino, le encierran en el sótano de la casa donde resulta que uno de los policías es amigo de los fallecidos. Allí el policía golpea una y otra vez a Jack para hacer justicia por el asesinato. Poco después, logra avisar a la UAT de que el asesino está disfrazado como agente de policía de Nueva York y logran salvar in-extremis al presidente Hassan.
Después en la UAT deciden infiltrar a Renee Walker en un grupo mafioso ruso en búsqueda de unas barras de uranio-235 que iban a sacar de contrabando. Jack, que después de salvarle la vida a Hassan iba a irse, decide quedarse para proteger a Renee, ya que la ve inestable para llevar a cabo la cobertura. Jack sigue trabajando en la búsqueda de las armas nucleares hasta que los terroristas piden una demanda:entregar el arma nuclear con el que llevarían a cabo el atentado en Nueva York a cambiar de la vida del Presidente Omar Hassan. Posteriormente, Danna Walsh confiesa a Cole Ortiz todo su pasado y se rebela contra la UAT, rebelándose ser el contacto de los terroristas de la república de Kamistán.
Finalmente, el intercambio se produce, ya que un grupo de milicianos armados ataca a la comitiva. Jack descubre que es una traición por parte de Rob Weiss y, Hassan acepta impidiendo que Jack pueda hacer nada. Como consecuencia de esto, Jack y Renee van tras la pista del Presidente Hassan que está siendo conducido a la casa de los terroristas por su exjefe de seguridad, Tarin Faroush. Faroush es advertido por Danna Walsh de que Jack le sigue y ambos acaban en un aparcamiento y, en ese intervalo el presidente Hassan es cambiado de coche. Tarin muere a consecuencia de arrojarse por la última planta del aparcamiento y Jack rescata su móvil mandándole a Chloe el registro de llamadas. Mientras tanto, Hassan llega a la casa y los terroristas le torturan. En la UAT, descubren que Danna es el topo y, solo accede a hablar con Jack y propone un trato que es Hassan con vida a cambio de inmunidad y dinero. Jack acepta y Danna da el paradero de Hassan. Mientras tanto, los terroristas comienzan a emitir por internet el juicio a Hassan. Jack y Renee consiguen llegar hasta él pero tarde porque el presidente Hassan ya había muerto decapitado a manos de los terroristas y, la grabación ya estaba hecha con anterioridad. Más tarde, Renee Walker es asesinada, lo que despierta la ira de Jack.

### Otras apariciones
Jack Bauer hace una aparición en un episodio correspondiente a la décima octava temporada de la serie animada Los Simpson: «24 minutos» (llamado 24 Minutes en la versión original). Aparece como estrella invitada junto a Chloe O'Brian. Durante la investigación, una llamada telefónica de Bart se cruza accidentalmente con otra realizada por Jack Bauer. La llamada termina con una broma que Bart le hace a Jack. Después de los sucesos, Jack Bauer y varios agentes de la unidad contraterrorista irrumpen en la venta, destrozando el lugar y posteriormente arrestando a Bart por su «irritante llamada de broma». Al mismo tiempo, una bomba nuclear estalla a la distancia, pero todo el mundo suspira con alivio después de que Bauer les dice que la bomba había hecho explosión en Shelbyville.